# Горно Подунавие
Горно Подунавие (на сръбски: Горње Подунавље) е резерват в северозападната част на Сърбия (провинция Войводина), на левия бряг на Дунав. Резерватът е остатък от някога огромните наводнени райони около Дунав. Състои се от няколко отделни единици: две големи блата – Моношторски рит и Апатински рит, областите Стърпак, Козара и Карапаня, които включват обширни гори, ливади, водоеми, блата и меандрите на Дунав, включително 66 km от поречието на реката. Той се проектира като част от бъдещия трансграничен биосферен резерват „Мура-Драва-Дунав“, петстранен проект, наречен „Амазонка на Европа“. Надморската височина е 80 – 88 m, а площта му е 19 648 ha.
Части от природния резерват са предмет на граничен спор между Хърватия и Сърбия; Хърватия претендира за някои райони под сръбски контрол от източната страна на реката.